# Organisation et performance des entreprises

Organisation et performances des entreprises est le titre français de Scale and Scope : The Dynamics of Industrial Capitalism, ouvrage d'Alfred Chandler publié en 1990. L'auteur y analyse la croissance et les mutations des grandes entreprises industrielles au cours de la Deuxième révolution industrielle et des décennies qui la suivent. L'ouvrage est construit comme une comparaison entre les trois premières puissances économiques de l'époque : les États-Unis, le Royaume-Uni et l'Allemagne.
L'auteur n'y poursuit pas la confrontation aux thèses des travaux d’Adam Smith. Pourtant, cet ouvrage parle bien, dans son titre anglais du dynamisme du capitalisme industriel, de son envergure et de sa portée.
Ainsi, aux origines de la Richesse des nations : les mains des managers sont visibles, certes, mais ce sont elles qui donnent une visibilité organisationnelle aux managers ; leur permettant d’agrandir leur marché, d’améliorer cette « économie de la vitesse », où les flux doivent être identifiés, sous contrôle, pour augmenter leur célérité.
De ces « capacités organisationnelles » provient le développement des grandes industries; la concurrence s’internationalisant, cet essor des grandes entreprises fera, in fine, celui des nations. À cet égard, Chandler juge les nations, explicitement, selon leurs facultés de développement : ce qu’il appelle précisément leurs « capacités organisationnelles ». C’est cette capacité à rendre visible, et à mieux pourvoir à l’allocation des ressources pour l’élaboration d’un bien, de l’approvisionnement jusqu’à sa distribution, qui distingue les différents types de capitalismes des nations.
Ce développement économique de chaque nation est ainsi développée, autant par les technologies de communication, les investissements d’infrastructure, que le développement des techniques de management.

## Aux origines de la richesse des nations: les mains des managers facteurs de visibilité
Il n’y a pas d’essor économique, sans développement de la première des techniques de management : l’organisation. Chandler introduit l’entreprise comme une « institution » car elle est le centre des décisions économiques. Il définit donc l’entreprise, premièrement, telle une « institution économique ». Reprenant ainsi un terme mis en analogie avec la « governance structure » de Williamson : c’est une gouvernance d’unités de production qui remplit les fonctions de production. Celle-ci réduit davantage les coûts, en termes d’économie des technologies d’allocation de ressources, que le marché. Notamment grâce à ces technologies, à la fois techniques et managériales, dotant l’institution entreprise d’une grande capacité de décisions.
Ainsi, parler de « taille optimale » ne s’applique qu’à une unité de production, c'est-à-dire un établissement de production ; mais elle s’applique à la relation entre le coût, le volume et « les conséquences négatives qu’il y a à produire en dessous de l’échelle d’efficacité minimale » (p.59-OPE1) : c'est-à-dire la capacité à administrer, à voir et à prendre les décisions pour l’entreprise. Et l’économie des décisions économiques des managers devait passer, in fine, par le déploiement de la diversification des produits : développer de manière extensive les unités de productions, pour des sources de distributions toujours plus élargies. En parlant de « taille de l’entreprise », Chandler identifie les dimensions clefs de cette capacité organisationnelle, si décisives, pour l’accession des grandes entreprises à un nouveau type de concurrence. Ces éléments sont ceux qui permettent à l’entreprise de centraliser ses décisions, à partir de nombre toujours plus grand de fonctions intégrées ; pour la production d’un bien, il s’agit de pouvoir voir et administrer de l’approvisionnement, jusqu’aux filiales de distributions, en allant parfois directement à la rencontre du consommateur. Cette intégration fut administrative, puis par fusions, pour atteindre une taille oligopolistique. Une véritable science du management s’est donc développée, avec ses écoles, ses savoirs et ses corporations.
La thèse est très explicite : la quasi-totalité des sous-titres de chapitre de cet ouvrage concerne la notion de « capacité organisationnelle ». Chandler entend, ainsi, distinguer ce qui différencia les capitalismes nationaux entre eux : cette capacité des managers à disposer d’organisations leur permettant d’être les centres décisionnels de l’entreprise, d’avoir une pleine visibilité sur celle-ci ; et ce, tout au long de l’expansion et de la distance de l’entreprise qu’ils ont à gérer.

## Aux États-Unis: les capacités organisationnelles du «capitalisme managérial concurrentiel»
Ainsi est né ce mode de capitalisme, à la fois sachant créer une administration managériale, et régit sur une lutte contre les trusts, d’où son caractère, aux États-Unis, de concurrentiel. Pour décrire celui-ci, Chandler distingue cette fois-ci trois « étapes ». Son propos n’est pas celui de décrire l’économie de la coordination, le comparant à l’économie du marché traditionnel ; mais il étaye sa démonstration par trois grands chapitres inférant à la création, l’expansion et l’accroissement des capacités industrielles. Chaque étape est donc exemplifiée par un secteur caractéristique ; chacune des dimensions du processus d’intégration verticale est mise en évidence, jusqu’à la diversification des produits.
Tel que nous l’avons dit dans Stratégies et structure : le premier temps est celui de l’intégration verticale pour une vision claire de l’organisation interne unifié et centralisé ; ensuite il s’agit d’étendre, par delà les frontières, les réseaux de distribution, pour les voir et les gérer ; il faut enfin savoir coordonner l’ensemble, afin de trouver les synergies d’activités : les entreprises qui réussirent à faire des synergies de diversification, allait prendre des avances considérables.
Le secteur des matières premières a premièrement nécessité une intégration verticale des processus de production – le regroupement des usines ; il fallut donc la création de ces capacités organisationnelles, c'est-à-dire, pour les gestionnaires : pouvoir voir et gérer l’ensemble, telle une usine unique. L’objectif était d’atteindre une compétitivité par les coûts, de type oligopolistique. Ce qui se traduisait par des investissements, pour produire et distribuer. Puis des périodes de fusions furent nécessaire pour fédérer les différents groupes : les capacités organisationnelles sont donc ce travail de coordination administrative, ce sont les « mains visibles des gestionnaires ». Des entreprises, à l’image de la United States Steel Corporation, trouvèrent dans l’intégration amont de leur production, le moyen de s’émanciper de tous jeux concurrentiel.
Ensuite l’expansion des capacités organisationnelles est incarnée par la figure du secteur des industries alimentaires, tel que le groupe aux multiples produits, Nestlé. Pour cela, il fallait des premiers investissements à l’étranger ; une diversification de leurs produits pouvait faire atteindre un certain volume de distribution des produits. Mais adoptèrent cette expansion, les groupes ayant une pleine visibilité sur toutes leurs fonctions ; donc, il fallut à ces entreprises de nouvelles organisations, capables d’avoir une vue suffisante pour pouvoir ajuster les allocations des produits diversifiées, de la manière la plus opportuniste. Du Pont en est sans doute le meilleur exemple.
Enfin, l’accroissement de ces capacités organisationnelles est présentée par le secteur de la construction mécanique, c'est-à-dire le modèle de la diversification, des plus grandes firmes, et surtout de la plus grande flexibilité : ces capacités organisationnelles étaient nécessaires pour ces lourds investissements directs à l’étranger, qui devaient trouver des débouchés dans de multiples produits. Si la « fabrication américaine » était le modèle de la standardisation de la production, celle-ci ne s’écoulait que par une visibilité sur la distribution, à la fois en masse et diversifiée.
Et la réussite, de ces politiques de diversification, était leur flexibilité organisationnelle, « avoir la bonne taille » ; qu’importe la grandeur, mais maintenir une forme organisationnelle qui permette toujours des visions managériales claires, pour les administrateurs dirigeants de l’entreprise.

## En Grande Bretagne: le manque de vision de la gestion familiale / personnelle
Ce qui justifie le terme de capitalisme familial à l’économie de Grande Bretagne, pour Chandler, c’est sa difficulté, malgré ses possibilités, à ériger des grandes entreprises. Plus précisément, c’est la persistance historique des britanniques, au maintien d’un contrôle « personnel », au lieu de développer des hiérarchies. Pour l’histoire de ces grands groupes, Chandler forge de vives critiques. Il parle donc de capitalisme « Familial » : maintenir une gestion personnelle s’oppose au management, au développement des capacités organisationnelles ; plus précisément, le reproche est de n’avoir pas su investir dans les trois dimensions indispensables : dans les infrastructures de production, de marketing, et de management.
Les exemples décrits, ceux de Cadbury Brothers et imperial Tabacco, montreront des propriétaires fondateurs ne voulant pas se développer, jusqu’à délaisser leur gestion administrative. Ainsi, ce serait presque comme si la distribution des groupes britanniques luttait contre la diversification ; car à se développer, ce serait devoir séparer la gestion stratégique et administrative. Un pas que peu franchiront, en tout cas pas au-delà de la possession familiale.
À la différence des États-Unis, les entreprises Britanniques n’ont pas su vouloir se développer au-delà de leur marché national. Et ce, selon Chandler, parce que la Grande Bretagne possède un marché intérieur restreint. Les grandes technologies de communication sont développées ; mais les perspectives commerciales se restreindront à l’île. Et ce n’est pas un défaut de pouvoir financier, puisque Londres était toute puissante ; mais flirte dans le pays un air anti-managerial, un respect persistant pour les gentlemen fondateurs des entreprises, et une dévalorisation persistante envers les nouvelles générations de manageurs.
Ce qui explique le terme de Alexander Gerschenkron, les Late industrializers pour ses entreprises, parce qu’elles ont manqué leurs opportunités par eux-mêmes. En fait, les dirigeants ne voulaient pas diriger des groupes, où la vision de l’activité se délimitait aux chiffres de gestion. En effet, cette incapacité à centraliser les décisions des grands groupes prend différente forme : donner une pleine liberté et ne développer aucune technologie pour avoir une vue sur l’activité des filiales ; mais également ces groupes britanniques restèrent dans leurs réseaux de distribution nationale, de taille restreinte et aux prises aux systèmes coopératifs ; même si les entreprises se développaient, elles restaient dans la même forme organisationnelle. Cette incapacité, ce manque de capacités organisationnelles, a un coût : celui de se faire dépasser, dans la plupart de ses grands secteurs, par les entreprises des États-Unis, et parfois même de l’Allemagne.
Seuls des processus de rattrapage, dans les industries dynamiques, maintiennent le modèle du capitalisme britannique. Celui-ci prend plusieurs formes. Premièrement celle financière. Pour maintenir une certaine prestance, des rachats sous forme d’investissements sont opérés dans des entreprises stratégiques; il y a également des achats dans les filiales de groupes américains. Cet appui financier a tenté d’aider les britanniques à rattraper leurs manques organisationnels. Et cette stratégie d’adossement à la concurrence américaine, à la fois technique et managériale, a fait ses preuves. Des groupes comme EMI sont de parfaits exemples. Il ne reste que des exceptions, tel le groupe expansionniste de la famille Lever, aux yeux de Chandler, pour correspondre à son modèle de grande entreprise moderne. Mais une exception, rappelle-t-il.

## En Allemagne: le «capitalisme managérial coopératif»: par l'histoire, le droit, les associations
Le capitalisme managérial coopératif en Allemagne aurait pu être l’équivalent du modèle américain. Mais Chandler rajoute, ce que tous les historiens économiques disent : l’histoire allemande et la fondation de leur société, comme de leur capitalisme, sont tramées par une particularité, celle d’être régies sous le mode coopératif.
Pour caractériser cet expansionnisme des capacités organisationnelles des firmes allemandes, Chandler met en exergue deux entreprises, la Gebrüder Stollwerk et la Accumulatiorien-Fabrik AG. L’une a su remarquablement développer son organisation lors de son développement ; l’autre a reçu le soutien financier des banques pour se développer avec une séparation de la gestion de gestion administrative avec celle décisionnaire. Si le capitalisme coopératif allemand possède bien des caractéristiques similaires au modèle américain, les particularités de son histoire leur font prendre des formes différentes.
L’intégration verticale est à comprendre dans l’histoire allemande, à expliquer par la fondation d’un capitalisme dit coopératif. C’est, en effet, l’histoire d’un grand territoire, à peine unifié en 1871. Le pouvoir central et administratif voulait prendre contrôle sur son territoire. Les chemins de fer eurent cette ambition. Et les grandes banques se sont construites avec ces grands besoins de capitaux, mais de manière régionale. Les rôles de ces banques furent très importants dans la direction des entreprises. Sur le plan de la gouvernance d’entreprise, les banques ont inspiré des formes modernes de comité de direction. Avec des processus de décision d’entreprise où furent distingués entre la possession et la gestion. C’est l’existence de deux types de conseil d’administration symbolise cette séparation: l’un patrimonial – Aufsitzsrat – et l’autre pour la gestion « de routine » – Vorstand.
Et ce capitalisme est à la fois maillé par des grands systèmes d’ententes, mais également expansionniste. Car la population était très urbaine, et très distante. Savoir gérer sur de grandes distances était, pour les firmes, une condition sine qua non de leur réussite. Le besoin de capacités organisationnelles émergea de cette nécessité d’exportation vers des territoires assez lointains. En somme, ce capitalisme a de particulier : d’être à la fois soutenu par des institutions régionales, et de rechercher une gestion sur un grand territoire. Le mode d’association fut moins les fusions – comme aux États-Unis – que la coopération inter entreprise légalisée, et institutionnalisée.
Les « moins grands » n’ont jamais été le secteur industriel le plus performant, en Allemagne. Pourtant, un développement des ententes, et puis le rôle des banques furent centraux. Ils participèrent à l’effort de concentrer les industries de chaque secteur industriel ; résister en augmentant leurs capacités organisationnelles. Ainsi les modalités de ces capacités d’intégration et de transformation des organisations allemandes sont premièrement une tendance à l’exploitation productive continue, c'est-à-dire une recherche à la standardisation, la centralisation, et la décomposition des processus, pour en augmenter le volume et la vitesse ; au deuxième temps, vint la concentration juridique et capitalistique des entreprises. Et cette vague de fusions et de rationalisation ne prit pas sa logique dans une quête concurrentielle effrayée, comme aux États-Unis ; mais au cœur du tissu industriel allemand : là où les ententes inter-entreprises existaient, là où les banques jugeaient des meilleures concentrations possibles.
Enfin, le développement des grands groupes n’aurait rien pu, sans une science bureaucratique ancrée dans les valeurs et la culture rationaliste allemande. Ainsi se sont formés les leaders mondiaux, dans les industries lourdes : leurs capacités de création de grandes organisations les plus efficientes jouèrent un grand rôle. En effet, cette réussite doit beaucoup au fait de savoir changer de lieux et de métiers, par des analyses fines de nouveaux besoins, et des nouveaux marchés. En filigrane, une forte culture allemande de rationalisation et de professionnalisation des structures furent des pratiques prégnantes dans l’évolution de ses entreprises, et donc, du capitalisme managériale coopératif.
Détruits et évincés de leurs filiales étrangères, à l’après guerre perdue, l’économie allemande n’en fit pas moins un grand retour. Ce sont surtout les moins grandes industries, qui reprirent de l’allant ; elles qui avaient été réquisitionnées, et concentrées, durant la guerre, par la nationalisation du gouvernement. L’impact majeur de la guerre fut donc ces concentrations d’industries, pour les moins grandes industries. Pour les autres, il n’y eut de renaissance économique, que pour les entreprises déjà intégrées, avant guerre. Les plus grandes entreprises ont pu se redéployer, car l’essentiel de leurs capacités organisationnelles étaient préservées. Encore fallait-il trouver des nouvelles synergies, pour ces grands groupes. Ce fut donc à l’aide de nouveaux modes de fédération capitalistique, comme les I.G. : les fédérations vont s’opérer, dans le tissu des relations d’entreprises. Mais ces techniques, pour efficientes qu’elle soit. Cette intégration à marche forcée bloque sur des questions d’organisation et de personnes. Les principales erreurs sont celles d’une concentration trop bureaucratique, trop décidée à l’avance, par des mobiles uniquement fonctionnels.
Ses échecs furent bientôt ceux de l’intégration verticale des plus grands groupes. Le capitalisme allemands ne détrôna pas la prééminence américaine : à trop vouloir planifier et rechercher le consensus ; beaucoup de temps – précieux – a été gâché.